# Édouard Drumont

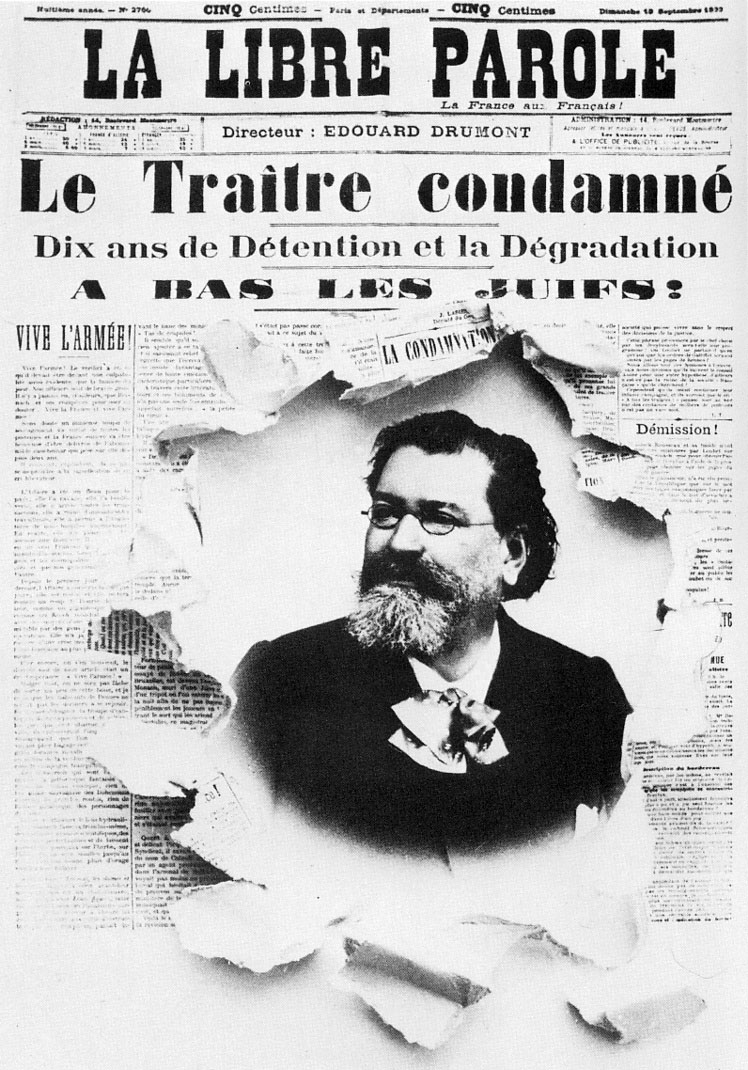
Édouard Drumont şi ziarul său antisemit, La Libre Parole. Titlurile se referă la Afacerea Dreyfus: „Trădătorul a fost condamnat”, „Jos cu evreii!”

Édouard Adolphe Drumont (n. 3 mai 1844, Paris, Franța – d. 5 februarie 1917, Paris, Île-de-France, Franța) a fost un ziarist, pamfletar și scriitor francez, renumit ca ideolog și agitator al antisemitismului (al propagandei împotriva evreilor) în timpul celei de a III-a Republici Franceze, fondator al „Ligii Antisemite a Franței” și editor al gazetei La Libre Parole („Cuvântul Liber”) profilată pe această ideologie șovină, gazetă care avea drept motto: „Franța pentru francezi!” (în franceză La France aux Français!). Și-a câștigat o mare popularitate prin mesajele sale ațâțâtoare antisemite și anticapitaliste, precum și prin tonul său belicos și inflamator. Era mândru de a fi fost un fel de „papă al antisemitismului”. Ideologia sa a avut ecouri și dincolo de granițele Franței și a influențat decenii mai târziu politica regimului de la Vichy și a colaboraționiștilor francezi în anii celui de-al Doilea Război Mondial.

## Familia. Tinerețea
Edouard Adolphe Drumont s-a născut la 3 mai 1844 la Paris în familia lui Adolphe Drumont, funcționar la primăria capitalei, originar dintr-o familie franceză de vopsitori de porțelan din regiunea orașului Lille și om cultivat, absolvent al École des Chartes din Paris, specializată în istorie și arhivistică.
Tatăl său fiind bolnav psihic vreme de mulți ani, tânărul Edouard a trebuit să-și întrerupă studiile liceale pe care le-a făcut mai întâi la liceul Imperial Bonaparte (azi Condorcet) și apoi la liceul Charlemagne, fără să mai treacă examenul de bacalaureat. Aceasta  pentru ca să poată contribui la întreținerea familiei, aflată în mare nevoie. Începând din 1861 tatăl a fost internat vreme de șapte ani la spitalul psihiatric (Maison Imperiale) Charenton cu diagnosticul de „depresie melancolică”.
După decesul tatălui în timpul asediului Parisului în anul 1870, a dus o viață de semi-cloșar, la douăzeci de ani s-a angajat la Prefectura departamentului Seine unde a lucrat vreme de șase luni. Având însă talentul scrisului, visul lui Edouard Drumont era de a se distinge în publicistică și literatură.

## Ziarist de succes. Convertirea la monarhism și catolicism
Lansându-se în lumea presei, a lucrat inițial la „Moniteur du bâtiment”, apoi la „Diable à quatre” al lui Hippolyte de Villemessant. Lucrând în paralel la „L'inflexible”, unde a dezvăluit secrete ale lui de Villemessant a fost, în cele din urmă, concediat de acesta. 
S-a angajat la publicația „l'Univers” a ideologului catolic Louis Veuillot, și la „La Liberté” a lui Émile de Girardin, în calitate de  reporter, cronicar literar, cronicar parlamentar și de artă între anii 1874 - 1886, ca mai apoi să se consacre redactării unor lucrări istorice dupa exemplul unchiului său din partea mamei, Jean Buchon.
A publicat articole în domeniul istoriei într-o seamă de publicații:  „Revue de la Revolution”, în „Le Bien Public", „L'Univers", „Le Nain jaune", „La Presse theatrale", „La Chronique illustrée", „Le Contemporain", „La Revue de France", „Le Gaulois", critica de artă în „Le Petit Journal".  
A compus și orațiuni funebre ca de exemplu la moartea bancherilor evrei Émile și Isaac Pereire, pe primul comparându-l cu Napoleon. 
Este de menționat faptul că în 1886 a părăsit ziarul "La Liberté", după ce și-a ridicat vocea contra proprietarului evreu al acestuia, din aceeași familie Pereire.
Frecventând cercurile literare pariziene din primii ani ai Republicii a III-a, are ocazia de a cunoaște unele din marile figuri ale epocii ca Victor Hugo, Frații Goncourt, Gustave Flaubert și Emile Zola.
A scris o piesă de teatru într-un singur act „Prânz la amiază” (1875),împreună cu un oarecare Aimé Dollfus), de asemenea  în 1878.   „Mon vieux Paris” ("Bătrânul meu Paris") a fost prima sa carte publicată, inspirată de evenimentele Comunei și reprezentând un fel de ghid al capitalei franceze. Volumele sale ulterioare au fost "Sărbătorile naționale ale Franței",  („Les Fêtes nationales à Paris”) (1878)  și  „Le Dernier des Trémolin” (Ultimii dintre Tremolins) (1879). 
Atras de curentele de idei naționaliste revanșarde de după dezastrul înfrângerii de către Germania în 1871,a inceput sa simpatizeze ideile monarhiste si in acest context l-a admirat un timp pe contele de Chambord, pretendent la coroana Franței, dar a fost, curând, dezamăgit de lipsa de curaj a acestuia. 
În 1880 a redactat prefața la o lucrare inedită intitulată 
„Moartea lui  Ludovic al XIV-lea”, operă a unor camerieri ai regelui Ludovic al XIV-lea. Și din prefața acestei lucrări răzbat deja înclinațiile promonarhiste și îngrijorarea pentru ceea ce i se părea decadența societății franceze sub regimul republican.
După ce fusese crescut în copilărie într-o tradiție republicană și anticlericală (tatăl său fusese un entuziast cititor al poemelor antimonarhice ale lui Victor Hugo, „Les Châtiments"), în anul 1879  Drumont s-a decis, sub influența călugărului iezuit Stanislas Du Lac de Fugères (directorul unui colegiu de pe Rue des Postes) să se (re)convertească la religia catolică.
O influență marcată asupra gândirii sale l-au jucat scrierile lui Joseph de Maistre și Louis de Bonald  

## Vocația antisemitismului. Un best-seller: „La France juive”
În primăvara  anului 1886, la îndemnul părintelui Du Lac și cu sprijinul renumitului scriitor  Alphonse Daudet, Drumont a scris best- sellerul care îi va aduce renumele, "Franța evreiască, un eseu de istorie contemporană" (La France juive),publicat de editura Flammarion în două volume, un veritabil breviar al urii față de evrei, care s-a vândut într-un singur an în circa o sută de mii de exemplare și va apare până în 1945 în circa 200 de ediții succesive. 
În 1887 ea a apărut într-o ediție populară mai ieftină, iar în 1892 într-o ediție ilustrată. Traducerea în germană s-a bucurat de succes deosebit și în spațiul germanofon. 
Antisemitismul, termen pe care l-a împrumutat de la Wilhelm Marr, Drumont îl numea „ura cea frumoasă”  (la belle haine). Cartea "Franța evreiască"  sintetiza, cu un an înaintea germanului Theodor Fritsch („Antisemiten-Katechismus" 1887) aproape toate temele iudeofobe: rasiste, socialist-anarhiste (din tradiția unor utopiști ca Charles Fourier și a unor anarhiști anticapitaliști ca Proudhon), religioase, ceva mai puțin cele de tip „științific”. 
Cartea lui Drumont continua ideile exprimate de  
Henri Roger Gougenot des Mousseaux în scrierea sa „Evreul, iudaism și iudaizarea popoarelor creștine" (1869,Le Juif, le Judaisme et la judaisation des peuples Chretiens),
și susținea teoria conspirației a evreilor, francmasonilor și a jacobinilor uniți împotriva Franței catolice și care, în taină, ajung s-o stăpânească profitând de sistemul republican.  
În viziunea lui Drumont, fundamentul antisemitismului trebuie să fie nu atât religios, cât rasial - diferența dintre rasele așa zis opuse - arienii și evreii denumiți și „semiți”.
Descriind  caracteristici contrarii ale acestora, Drumont dădea drept exemplu boli  precum „gălbenarea” și anemia, devenite epidemii cu efecte nocive, de slăbire a „raselor nobile” - adică a etniilor galice, celtice, normande și germanice, prin infestarea cu paraziți „tipici” evreilor. 
Acuzația evreilor de deicid (uciderea lui Iisus Hristos) își găsește un loc central și la Drumont, la aceasta adăugându-se 
punerea în seama evreilor a asasinării diverșilor conducători ai francilor, inclusiv a morții lui Carol cel Mare.
Se menționează de asemenea și urmașii „triburilor dispărute ale Israelului” biblic, care ar fi ajuns până în Etiopia, China și în rândurile mormonilor din America de Nord. Pretutindeni, acolo ca și în Europa, ei ar fi răspunzatori de decăderea morală.
Aceasta într-o perioadă de criză economică, când mulți francezi deveniseră convinși că toate nenorocirile Franței ar veni de la oameni de afaceri reprezentativi pentru evrei, precum Rothschild, Péreire, Fould, Nacquet și alții.
Drumont nu vedea nici o posibilitate de convertire, asimilare, reabilitare sau reeducare a evreilor și cerea în cartea sa excluderea lor din societatea franceză.
În calitate de „specialist” în domeniu, Drumont a scris și prefața la pamfletul antievreiesc de succes "Evreul talmudic" (Der Talmudjude) al teologului catolic german August Rohrling. 
În 1888 Drumont a redactat un alt manifest, „La Fin du monde”, (Sfârșitul lumii)( în care înfiera ceea ce considera el a fi decadența societății contemporane.
Insultat fiind în cartea „La France juive”, directorul de origine evreiască  al ziarului „Le Gaulois”, Arthur Meyer  (1944 - 1924), l-a provocat pe Drumont la duel. Ulterior  acelaș Meyer,  antidreyfusard și convertit la catolicism, îi va îmbrățișa însă multe din idei, incusiv din cele antisemite.
In 1892 un alt duel a avut însă consecințe fatale.
Un căpitan evreu din armata franceză, de data aceasta Mayer, Armand Mayer, vrând să apere onoarea militarilor evrei atacați ca trădători în ziarul lui Drumont,„La Libre Parole”, a provocat la duel pe marchizul de Morès, unul din colaboratorii lui Drumont. Duelul a sfârșit prin moartea lui Mayer. Întâmplarea (încă înaintea afacerii Dreyfus) a avut un impact profund asupra ziaristului și scriitorului evreu din  Austro-Ungaria Theodor Herzl, viitorul întemeietor al sionismului.
La 5 septembrie 1889, împreună cu marchizul De Morès, Edouard Drumont a întemeiat Liga antisemită franceză care a susținut, pentru o vreme, tabăra generalului Boulanger. În 1890 el a reunit la Paris  "Liga antisemită națională a Franței",  avându-l ca vicepreședinte pe Jacques de Biez, un militant care se auto-declara deja în vremea aceea  „național - socialist” și susținea originea celtică a lui Iisus.
Mesajul lui Drumont a câștigat sprijinul unui număr mare de intelectuali naționaliști ca Paul Adam, Léon Claudel, Léon Daudet, Charles Maurras. Tânărul Georges Bernanos a fost și el printre cei ce s-au lasat captivați de magia virulentului polemist, pentru care a avut cuvinte de elogiu în câteva din scrierile sale. Céline,adept și el al rasismului, spunea că  orice arian trebuie să-l citească.

## Drumont șiAfacerea Panama. Ziarul „La Libre Parole”
Încurajat fiind de extraordinarul răsunet al cărții sale, la 20 aprilie 1892 Edouard Drumont a înființat, cu sprijinul financiar al omului de afaceri Guérin, și cu colaborarea unui administrator evreu renegat, Gaston Crémieu, devenit Wiallard, propriul său ziar, „La Libre Parole”, care a  ajuns la un tiraj cotidian de aprox. 10,000 exemplare și cu care a lansat, între altele, o campanie împotriva politicienilor , ziariștilor și a sutelor de parlamentari implicați sau suspectați de corupție în scandalul afacerii Panama.
În 1892 începuseră proceduri legale împotriva diverselor persoane oficiale care au mituit ziare și au finanțat campanii  electorale ale unor deputați cu ajutorul unor donații primite de la compania ce urma să realizeze canalul prin istmul Panama. Mitele și donațiile proveneau, la urma urmei, din sume de bani colectate prin subscripție publică de la cetățeni pentru acțiunile grandiosului  proiect.
Politicienii, deputații și ziarele mituite au ascuns de public criza gravă  ce atinsese Compania canalului care în cele din urmă a dat faliment. În cele din urmă au avut loc procese ale conducătorilor proiectului, Ferdinand de Lesseps (creatorul canalului de Suez), fiul său Charles,  și inginerul Gustave Eiffel, acesta din urmă fiind găsit nevinovat. Un număr de miniștri au demisionat, câțiva au fost condamnați la închisoare. 
În alegerile din  1893  mulți din deputații suspectați  sau compromiși, între care și Georges Clémenceau, suspectat din cauza relației sale cu unul din protagoniștii scandalului, Herz, nu au mai fost realeși.
În scandalul Panama un rol însemnat l-au jucat doi evrei, baronul Jacques de Reinach (1840 - 1892), care s-a sinucis, și consilierul său Cornelius Herz (1845-1898), care l-a șantajat. Ei au fost principalii organizatori ai subscripției publice, al împrumutului cu loterie și ai mituirii politicienilor și ziariștilor.
Activitatea lor a fost folosită de Drumont ca argumente în favoarea campaniei sale  care cerea excluderea tuturor evreilor din societatea franceză.
În noiembrie 1892 - februarie 1893 Edouard Drumont a fost închis vreme de trei luni în penitenciarul Sainte-Pélagie pentru a fi defăimat pe deputatul Auguste Burdeau, membru de comisie parlamentară, când a afirmat că acesta ar fi fost mituit de bancherul evreu  baronul Alphonse de Rothschild, în scopul de a reînnoi privilegiile membrilor consiliului de conducere al Bancii Franței, din care acesta făcea parte.

## Drumont șiAfacerea Dreyfus
Având în fața  publicului atuul moral al denunțării corupției din republică, Drumont și ziarul său au început să se ocupe apoi de un alt  subiect, din punctul lui de vedere, scandalos și de similară importanță - cel al prezenței de ofițeri evrei în armată - și a chemat la îndepărtarea lor.
La 1 noiembrie1894 „La Libre Parole” a publicat pe prima pagină știrea arestării unui ofițer evreu din Statul Major al armatei franceze, suspectat de înaltă trădare (mai târziu dovedit de fapt nevinovat) și anume de  transmiterea de informații secrete Germaniei. Acest ofițer, căpitanul Alfred Dreyfus, a fost în cele din urmă scos din rândurile armatei și condamnat la deportare într-o colonie de muncă silnică în Guyana franceză. Ziarul lui Drumont a salutat cu satisfacție sentința contra lui Dreyfus  pe prima pagină, însoțind știrea de lozincile: "Afară cu evreii din Franța! Franța pentru francezi!" Drumont s-a felicitat de faptul că, în opinia lui, prin scrisul său, a contribuit la împiedicarea căderii Franței în mâinile evreilor.
Virulența obsedantă a articolelor lui Drumont în timpul afacerii Dreyfus a  dus la o creștere mare a vânzărilor ziarului care a atins un tiraj de  100,000 de exemplare.
Este de menționat faptul că în 1894 călugarul Stanislas Du Lac de Fugères ce i-a fost confesor și care i-a îndrumat pașii în întoarcerea la biserică a hotărât să rupă legătura cu el, mustrându-l într-o scrisoare pentru ceea ce i s-a părea nemăsurat în activitatea neobosită a publicistului:
Depășiți orice măsură și mă rog la Bunul Dumnezeu să vă întoarcă la vouă înșivă. Se pare că ceva e tulburat în viața dumitale.  

## Activitatea parlamentară și ultimii ani
În 1893 Drumont a încercat fără succes să candideze pentru parlament la Amiens. În 1894 s-a retras în exil la Bruxelles.
În 1898, redevenit foarte popular în urma afacerii Dreyfus, s-a întors în Franța, și cu un program electoral  antisemit și beneficiind de sprijinul primarului antisemit al Algerului, Max Régis, în mai 1898, Drumont a fost ales deputat de Alger la scurta vreme după ce în oraș avuseseră loc violențe antievreiești (Bab al Oued, ianuarie 1898). Ca parlamentar a trebuit să părăsească direcția ziarului „La Libre Parole”. A devenit astfel  șeful „grupului parlamentar antievreiesc” din Adunarea Națională și în această calitate a dus în 1899 o luptă aprigă pentru anularea decretului Crémieux care acordase în 1870 evreilor algerieni cetățenia franceză, s-a împotrivit cu toată forța revizuirii procesului lui Alfred Dreyfus, a cerut judecarea lui Emile Zola. În 1901 din cauza unor declarații în care l-a făcut pe ministrul republican al justiției Ernest Monis, de "om tarat", Drumont a fost exclus din Camera Deputaților.

La alegerile din 27 aprilie 1902 Drumont nu a mai fost însă reales.
Din acel moment s-a întors la jurnalistică. 
Prin 1910 a încercat fără succes să transfere lui Léon Daudet conducerea lui „La Libre Parole” și să-și unească ziarul cu noua gazetă de dreapta a acestuia, devenită mai populară, „Action Française”. În cele din urmă La Libre Parole a intrat în proprietatea unui group financiar catolic care nu l-a mai menținut pe Drumont în postul de director. La 22 februarie 1915 el a devenit directorul ziarului „Le Peuple français”.
Ultimii ani ai vieții i-a petrecut în satul Veneux-les Sablons, (cunoscut și ca Veneux-Nadons) din Ile de France și în satul Vallery din departamentul Yonne în Burgundia.
În 1909 nu a reușit să fie  primit ca membru în Academia Franceză.
Fire foarte dificilă, urmărită, se pare, de spectrul bolii psihice a tatălui său și de angoasa "declasării" din tinerețe, Drumont era preocupat de spiritism și chiromancie, purta întotdeauna la el rădăcini de mătrăgună ca amulet contra deochiului.
S-a certat cu aproape toți oamenii apropiați, între care scriitorul Alphonse Daudet, activistul social, academicianul și politicianul catolic Albert de Mun, cu confesorul iezuit Stanislas Du Lac care îl incurajase la scrisul "Franței evreiești", Jules Guérin, liderul Ligii antisemite, Severine, secretara lui Jules Vallès, ziaristul și liderul comunard, și colaboratorul său, marchizul De Morès, etc.
A decedat brusc la 5 februarie 1917,la Paris, unde venise pentru a-și trata o supărătoare tulburare de vedere, și a fost înmormântat la cimitirul Père-Lachaise.

## Moștenirea lui Drumont în extrema dreaptă franceză
În anii 1920 -30 s-au făcut încercări de reînființare a unor jurnale cu numele de Libre Parole, una din ele de către Henri Coston.
În anii regimului de la Vichy și a controlării Frantei de către forțele Germaniei naziste scrierile lui Drumont au devenit unul din patrimoniile principale ale sistemului, care a aplicat măsuri de grea represiune și pași treptați în vederea nimicirii minorității evreiești în Franța și în posesiunile franceze. S-au ridicat în acea perioadă  propuneri (de către ziarul „Au Pilori”) de mutare a rămășițelor pământești ale lui Drumont la Panteon.
În anul 1963 un grup de veterani din extrema dreaptă - Maurice Bardeche, Xavier Viallat, Henri Coston, Jacques Ploncard d'Assac, au publicat scrieri ale lui Drumont, între care "analizele" sale referitoare la renumita carte antisemită „Protocoalele Înțelepților Sionului".
La 20 aprilie 2005 (ziua aniversării înființării gazetei La Libre Parole, care coincide întâmplător și cu ziua de naștere a lui Hitler), s-a înființat Amicala Edouard Drumont ce și-a propus să-i cultive amintirea și să-i redifuzeze operele.

În anul 2006 prin decret al primăriei Parisului a fost îndepărtat de pe monumentul funerar epitaful dedicat „autorului nemuritor al "Franței evreiești"”.

## Scrieri
- La France juive (1886) (Franța evreiască)
- La fin d'un monde (1888) (Sfârșitul unei lumi)
- Dernière battaille (1890) (Ultima bătălie)
- Testament d'un antisémite (1891) (Testamentul unui antisemit)
- Secret de fourmies (1892) (Secretul furnicilor)
- De l'or, de la boue, du sang - Du Panama a l'anarchie (1896), (Aur, noroi, sânge - De la Panama la anarhie) despre afacerea Panama
- Les Juifs et l'affaire Dreyfus (1899) (Evreii și afacerea Dreyfus)
- Vieux portraits, vieux cadres (1900) (Portrete vechi, cadre vechi)